# Amsterdam (Indische Oceaan)
Amsterdam of Nieuw-Amsterdam (Frans: Île Amsterdam) is een eiland en ligt in de zuidelijke Indische Oceaan ten noordoosten van Kerguelen. Het Franse eiland is 56 km² groot en behoort tot de Franse Zuidelijke Gebieden (Terres australes et antarctiques françaises) waarvan het, samen met het 85 kilometer verderop gelegen Île Saint-Paul, een van de vijf districten vormt genaamd Saint-Paul en Amsterdam.
Het geldt als een van de meest afgelegen oorden op deze planeet, voor mensen althans. Het ligt ver van het vasteland verwijderd. Voor oceaanvogels is het een belangrijke broedplaats. Verder komen er veel zeeolifanten voor. Ook is er een albatrossoort, de amsterdamalbatros, die alleen op dit eiland voorkomt. Het is een van de weinige eilanden in de zuidelijke Indische Oceaan waar bomen groeien. Het eiland is onderdeel van de ecoregio gematigde graslanden van Amsterdam en Saint-Paul.
Het hoogste punt van het bijna ronde eiland is de Mont de la Dives, die ongeveer 881 meter hoog is.
De vulkanische bodem is bedekt met een relatief dunne laag aarde. Door regelmatige regenval zijn er enkele zoetwaterbeekjes en in sommige kuilen moerassen, doordat het water niet weg kan via de basalten bodem.

## Geschiedenis
Amsterdam werd ontdekt op 18 maart 1522 door de Spaans-Baskische zeevaarder Juan Sebastián Elcano aan boord van de Victoria. Dit schip maakte deel uit van de expeditie van Ferdinand Magellaan, en zou in september van dat jaar als enige daarvan de eerste reis rond de wereld voltooien. Er werd echter niet op het eiland aangemeerd. Door wie en wanneer het buureiland Saint-Paul werd ontdekt, is niet bekend.
De eerste Nederlander die Saint-Paul bezocht en een beschrijving van dat onbewoonde eiland gaf, was Haevick Claeszoon in 1618. In datzelfde jaar werd ook het huidige Île Amsterdam voor het eerst door Nederlanders gezien, aan boord van de Tertolen. Het eiland werd beschreven door Klaas Hermansz op de Leyden, die het in 1623 zag. Op 17 juni 1633 zeilde Anthonie van Diemen, op weg naar Java, tussen dit eiland en Île Saint-Paul door. Hij gaf het eiland de naam van zijn schip: Nieuw Amsterdam. In 1696 werden beide eilanden nauwkeuriger onderzocht door Willem de Vlamingh, die als eerste voet aan wal zette op Île Amsterdam; naar hem is Pointe Vlaming op de zuidkust vernoemd.
In 1843 werd het eiland door Frankrijk in bezit genomen maar bleef verder onbewoond. In 1871 werd een poging daartoe ondernomen door een eensgezinskolonisatie van Heurtin die slechts een half jaar stand hield. In 1924 werden île Amsterdam en St.-Paul administratief ingedeeld bij Madagaskar.
Île Amsterdam was destijds dicht bebost met de boomsoort Phylica arborea; vermoedelijk na blikseminslag is bijna het gehele bos afgebrand. Alleen in een kratertje groeiden nog een aantal exemplaren. In 2025 stond het eiland opnieuw in brand.

## Huidige situatie
Amsterdam had tot enkele jaren geleden een militaire status, maar is nu vrij toegankelijk. Eens in de drie maanden komt er een bevoorradingsschip (Marion Dufresne 2 geheten) uit Réunion langs, met vaak toeristen aan boord die een dag blijven. Het heeft een korte havenpier en een dorpje (Martin-de-Viviès), genoemd naar de stichter van deze basis in 1949, met enkele tientallen bewoners (veelal wetenschappers en een huisarts).
De helft van het eiland is afgerasterd tegen de grootste kudde wilde koeien ter wereld (circa 2.000 stuks), zodat de natuur zich weer kan herstellen. Daarnaast wordt de unieke bomensoort Phylica arborea weer aangeplant. De gemiddelde maximumtemperatuur ligt rond de 18 graden Celsius (gemeten uitschieters sinds 1950 van 25 graden plus tot 2 graden min) met vaak wind en regen. Er is een weerstation, dat vanwege de grote afstand tot de rest van de wereld goed kan bijhouden hoe vervuiling en temperatuurstijging met elkaar in verband staan.

## Afbeeldingen

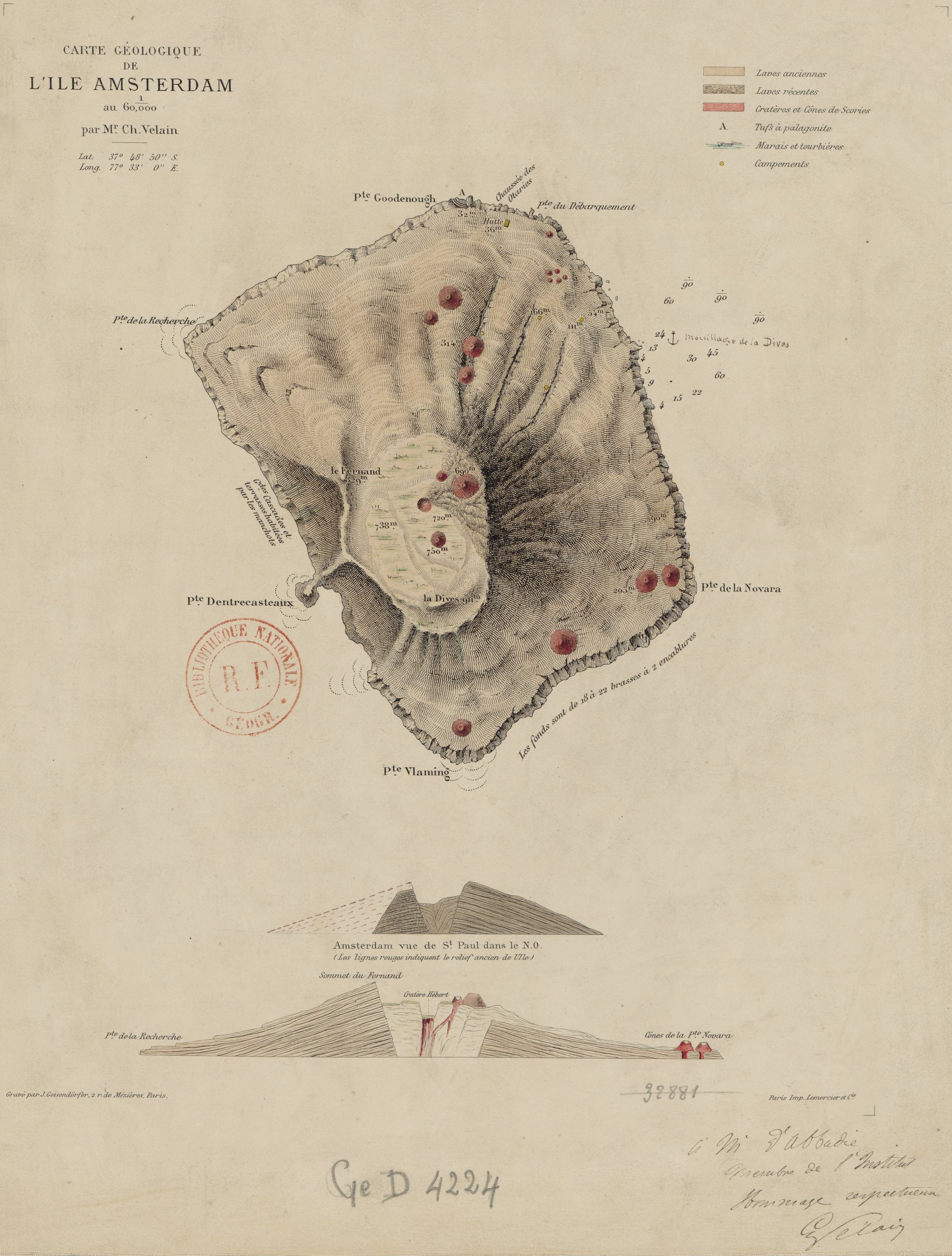
Geologische kaart uit de 19e eeuw
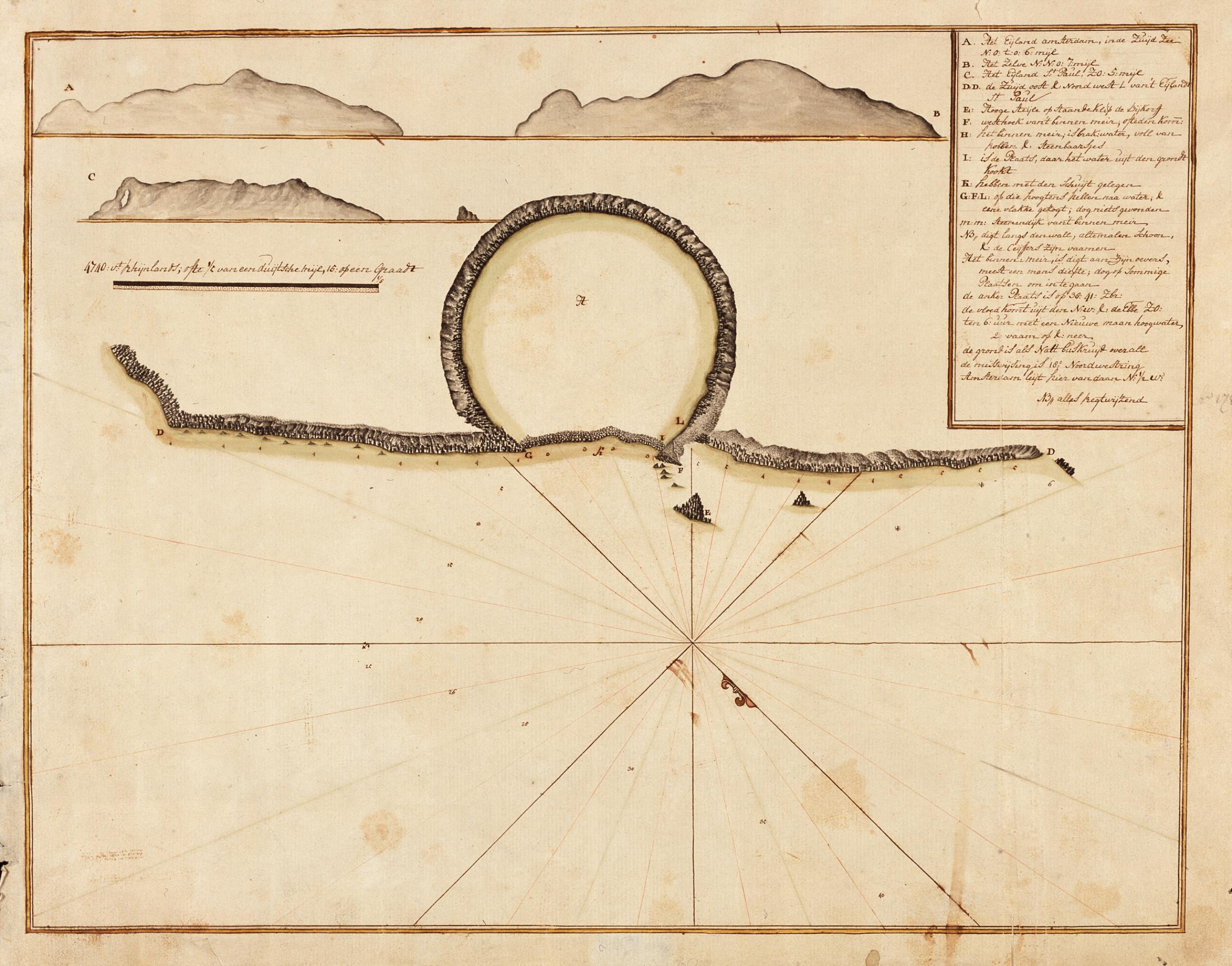
Plattegrond en aanzicht van de eilanden St. Paul en Amsterdam
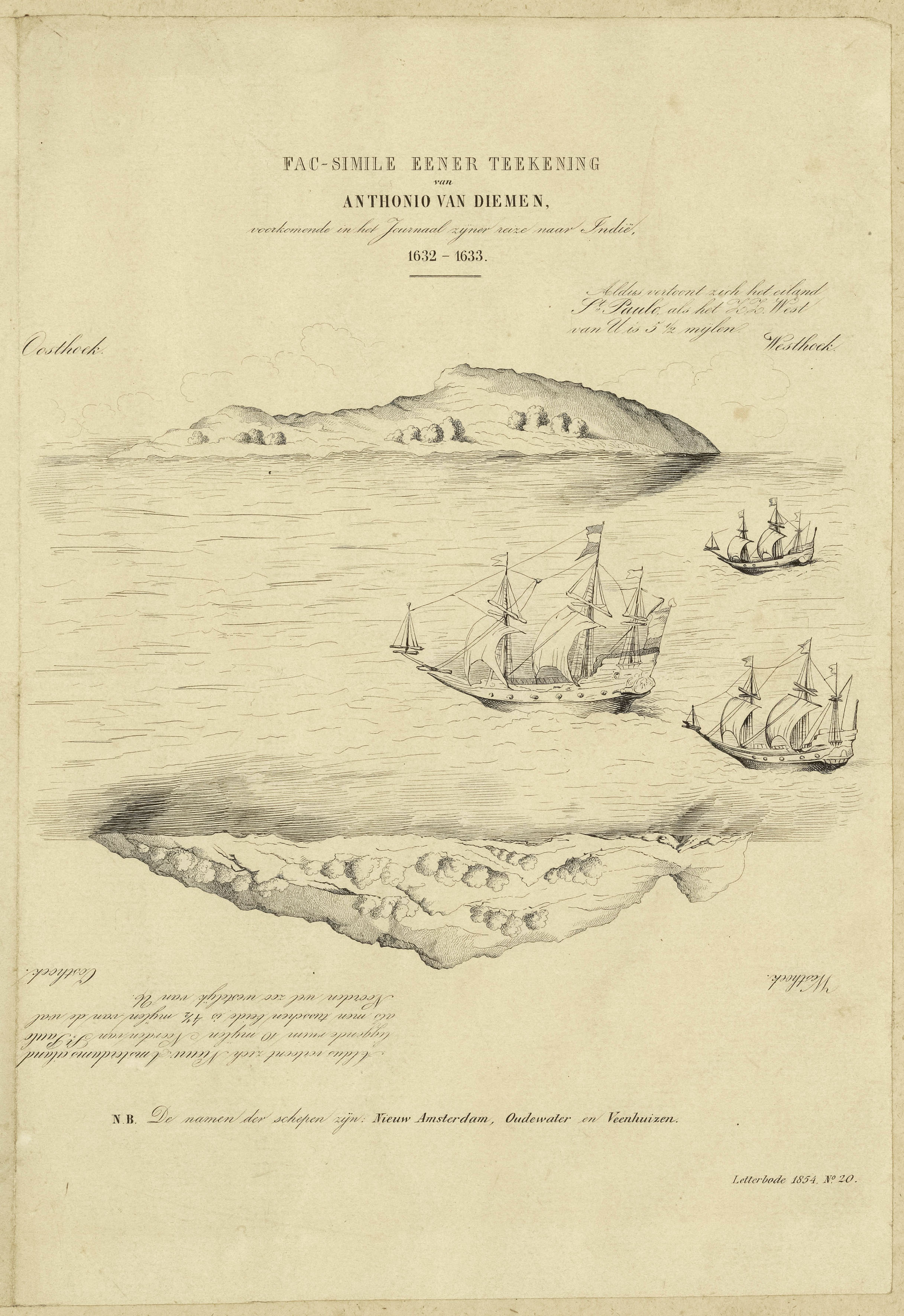
De eilanden St. Paul en Amsterdam, getekend door Anthonie van Diemen in 1633.
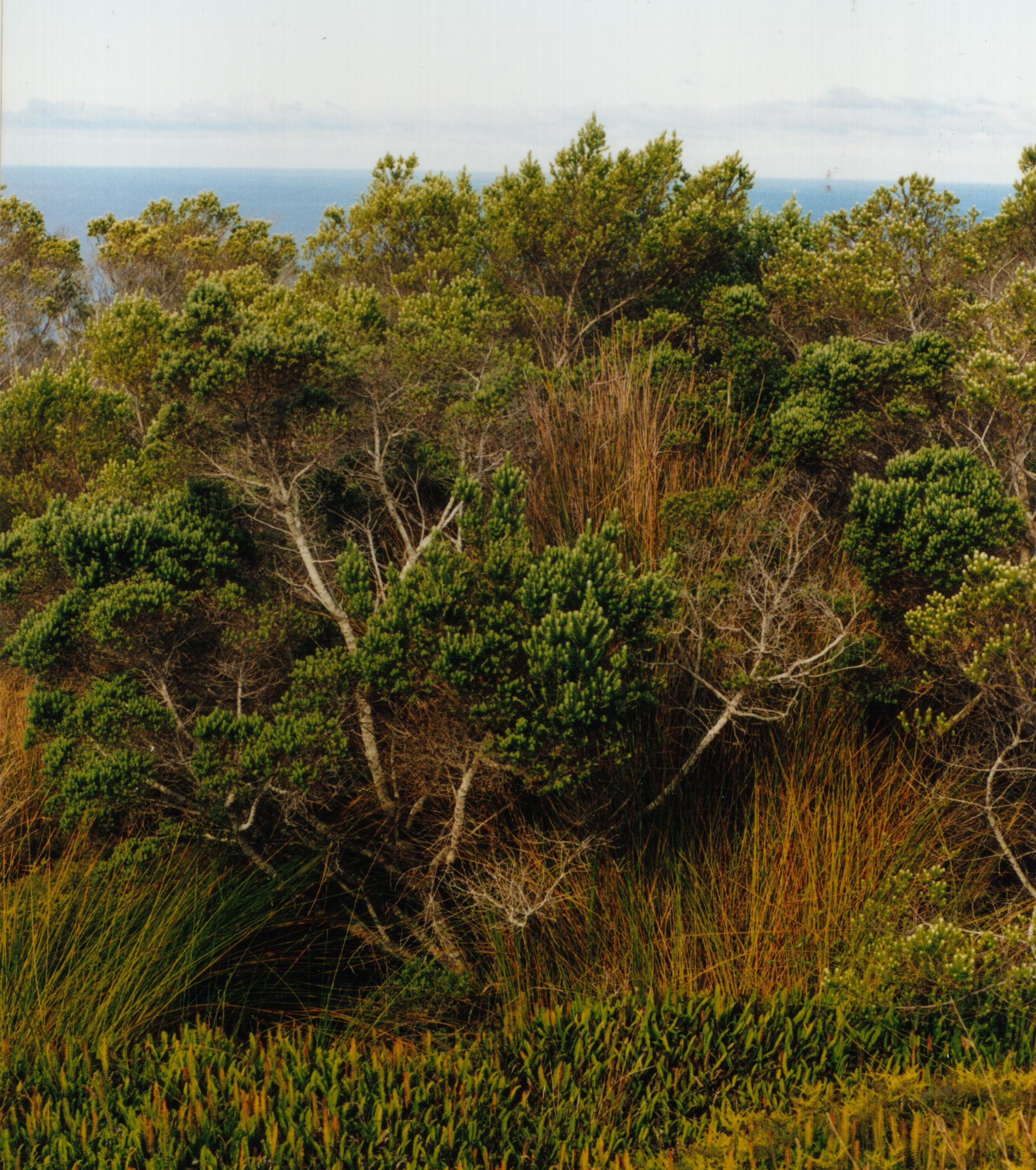
De Phylica arborea groeit op Amsterdam
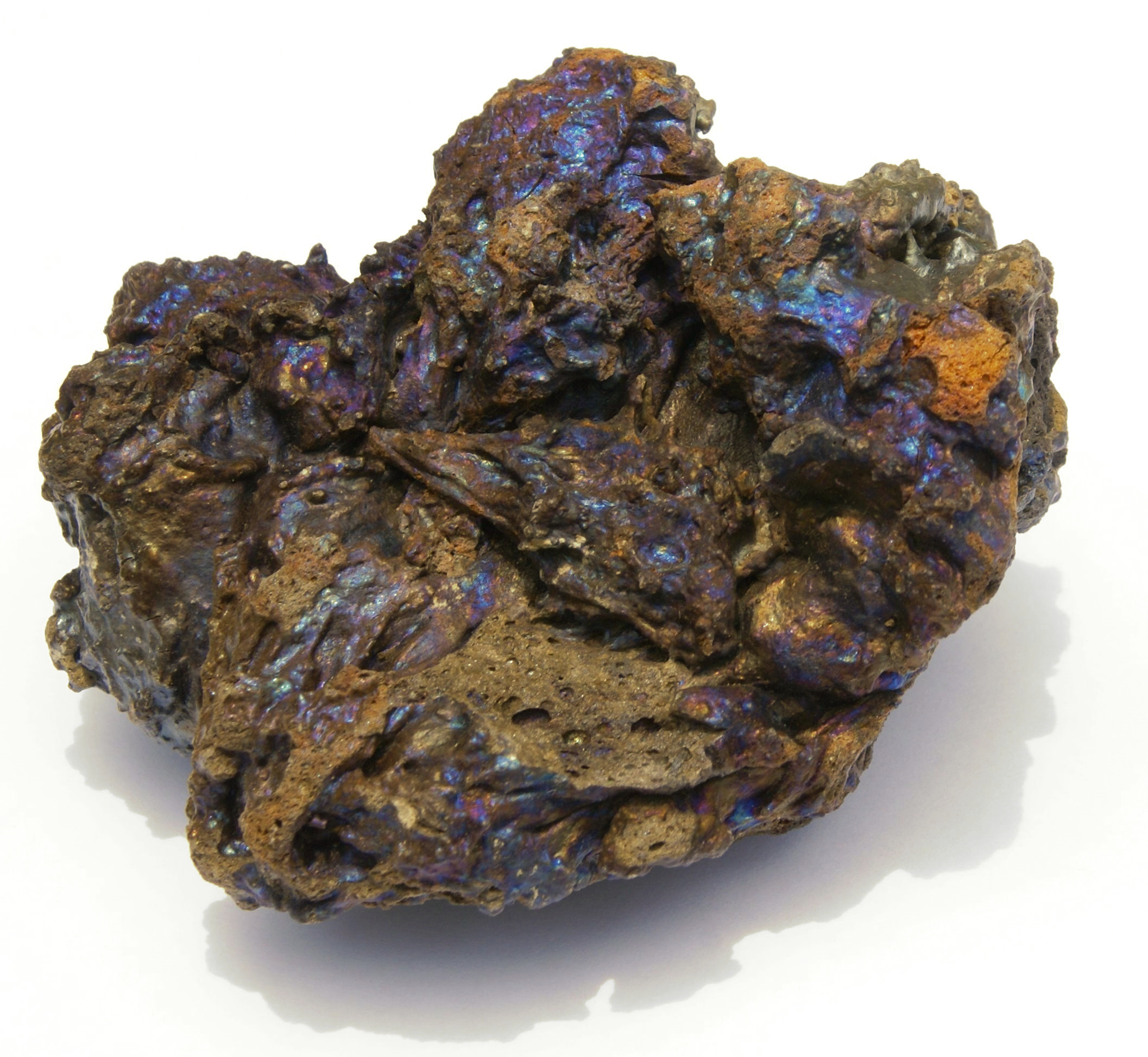
Basaltslakken van het eiland